# Chopin Hill
Der Chopin Hill ist ein 600 m hoher und schneebedeckter Hügel auf der westantarktischen Alexander-I.-Insel. Er ragt 3 km südwestlich des Mount Schumann auf der Beethoven-Halbinsel auf.
Luftaufnahmen der US-amerikanischen Ronne Antarctic Research Expedition (1947–1948) dienten 1960 dem britischen Geographen Derek Searle vom Falkland Islands Dependencies Survey für eine Kartierung. Das UK Antarctic Place-Names Committee benannte ihn am 2. März 1961 nach dem polnisch-französischen Komponisten Frédéric Chopin (1810–1849).